# Parastichtis iners
Parastichtis iners là một loài bướm đêm trong họ Noctuidae.